# 竜真知子
竜 真知子（りゅう まちこ、1951年9月30日 - ）は、愛知県出身の作詞家、訳詞家。青山学院大学卒業。
夫はロックバンドNOBODYの相沢行夫。

## 主な作詞楽曲
- 相本久美子
  - 「サマー・セイリング」
- 葵まつり
  - 「心知らず」
- 麻倉未稀
  - 「ミスティ・トワイライト」
  - 「黄昏ダンシング」
- 荒木由美子
  - 「横須賀レイニーブルー」
  - 「忘れない」
  - 「危険な標的」
- 杏里
  - 「思いきりアメリカン」
- イースタン・ギャング
  - 「ドライ・キャット」（作曲：大野雄二・編曲：林哲司、サントリー「ドライ・キャット」CMソング）
- 石川秀美
  - 「ブルー・ネイビー・ブルー」
  - 「バイ・バイ・サマー」
  - 「スターダスト・トレイン」
  - 「フィジカル・ダンシング」
  - 「夏のフォトグラフ」
  - 「プールサイド・シネマ」
  - 「あなたとタイトロープ」
- 石川ひとみ
  - 「ガラスの恋人」
  - 「Follow You-空港まで-」
  - 「アモーレ」
  - 「裸足でダンス」
- 石野真子
  - 「インスピレーション」
  - 「七色くれよん」
- 一風堂
  - 「すみれ September Love」
- 伊藤つかさ
  - 「もう一度逢えますか」
- 岩崎宏美
  - 「れんげ草の恋」
- 大橋純子
  - 「クリスタル・シティ」
  - 「サファリ・ナイト」
- 岡田有希子
  - 「Fly Up! Angel」
- 小野寺昭
  - 「冬の手紙」
- 影山ヒロノブ
  - 「ほとんどクレイジー」
  - 「ブロンズ・シュガー」
- 柏原芳恵
  - 「黄昏通り」
  - 「約束」
- 葛城ユキ
  - 「SEASIDE DANCING」
- 狩人
  - 「あずさ2号」
  - 「コスモス街道」
  - 「若き旅人」
  - 「みちのく夏愁」
- 河合奈保子
  - 「ヤング・ボーイ」
  - 「17才」
  - 「スマイル・フォー・ミー」
  - 「ラブレター」
  - 「夏のヒロイン」
- ギャル
  - 「誘惑されて」
  - 「スーパー・スター」
- キャンディーズ
  - 「ハートのエースが出てこない」
  - 「恋のあやつり人形」
- 桑江知子
  - 「私のハートはストップモーション」
  - 「ブルーブルーアイランド」
  - 「クリスタル・ハネムーン」
- 桑田靖子
  - 「僕たちのRUN AWAY」
- 桜田淳子
  - 「もうひとりの私」
  - 「17才の日記」
  - 「ゴールデン・イヤリング」
  - 「遅れ時計」
  - 「季節はずれの手袋」
  - 「エンゲージリング」
  - 「夕なぎ」
  - 「避暑地の出来事」
- 西城秀樹
  - 「遙かなる恋人へ」
  - 「リトルガール」
  - 「南十字星」
  - 「明日に向かって走れ」（シングル「遙かなる恋人へ」収録曲）
  - 「サマーナイト・レディー」（シングル「セクシーガール」収録曲）
  - 「愛しているのに」（アルバム『Feeling Free』収録曲）
  - 「街はカーニバル」（アルバム『Feeling Free』収録曲）
  - 「サマー・ガール」（アルバム「ポップンガール・ヒデキ」収録曲）
  - 「ひき潮のように」（アルバム「CRYSTAL LOVE/西城秀樹」収録曲）
  - 「夏色の再会」（アルバム「CRYSTAL LOVE/西城秀樹」収録曲）
- サーカス
  - 「Mr.サマータイム」（日本語詞・担当）
  - 「アメリカン・フィーリング」
- 佐藤隆
  - 「８月のメモワール」
- 沢田研二
  - 「この炎は燃えつきず」
  - 「夜汽車の中で（J'ACCUSE) 」（訳詞）
  - 「愛の出帆（LA　MALADIE　D'AMOUR)」（訳詞）
- 沢田富美子
  - 「風のシルエット」
- 榊原郁恵
  - 「シャイニング・ラブ」
  - 「愛のシルエット」
- 篠ひろ子
  - 「ハートブレイク・シティ」
  - 「別れ模様」
- 庄野真代
  - 「マスカレード」
- SHOW-YA
  - 「素敵にダンシング (Coke Is It)」
- 杉村尚美
  - 「サンセット・メモリー」
- スターダストレビュー
  - 「トワイライト・アヴェニュー」
- 高田みづえ
  - 「夢伝説 ＜ペルシャン・ブルー＞」
- 竹内まりや
  - 「ドリーム・オブ・ユー〜レモンライムの青い風〜」
  - 「グッドバイ・サマーブリーズ」
  - 「想い出のサマーデイズ」
- つちやかおり
  - 「あ・し・た何色」
  - 「September Rainに消されて」
- 土屋昌巳
  - 「東京バレエ」
  - 「さよならフォリナー」
- 徳丸純子
  - 「In The Blue」
- とんぼちゃん
  - 「ひと足遅れの春」
- 西田ひかる
  - 「楽園伝説」
  - 「ある朝恋について考えたこと」
  - 「街角のあなたへ」
  - 「私のNO.1〜You're the only one〜」
  - 「I’M ALRIGHT ～優しくなりたい～」
  - 「渚のグラデーション」
- 浜田省吾
  - 「インディアン・サマー」
  - 「ダンシング・レディ」
- 早見優
  - 「Sail In The Sunset」
  - 「Someone’s Boy」
  - 「Still Remember You」
  - 「You’re So Shy」
  - 「Cover The Moon ～月よ見ないで」
  - 「もう一度Hello」
  - 「Startdust Night」
- 原たかし
  - 「ムーチョ・マッチョ・マン」
  - 「ジブラルタル・ベイビー」
  - 「流されて」
  - 「コルドバの夜」
- ばんばひろふみ
  - 「速達」
- 藤原理恵
  - 「夢色My Lover」
- ポプラ
  - 「遥かなる旅路」
- 堀江美都子
  - 「ジェントル・レイン」
  - 「ピュア・モーニング」
  - 「Dr.マジック」
  - 「夢子」
  - 「Morning Rain」(堀江との共作詞)
  - 「いつもそばにいて...」(堀江との共作詞)
  - 「さよなら MY LOVE」
  - 「Lonely Dreamer」
  - 「ふりむけばレイニー・ステーション」
  - 「ペパーミント通りの憂鬱」
- 堀川まゆみ
  - 「ニューヨーク ドール」
  - 「クライマックス」
- MAGIC
  - 「STAND UP, BOY」
  - 「ひまわり」
  - 「Foolish Heart」
- 松原みき
  - 「微熱が平熱」
  - 「夢気分パーフェクト」
  - 「Trouble Maker」
  - 「Mind Game」
  - 「バレリーナ」
  - 「ミセス」
  - 「気まぐれコラージュ」
- 松本明子
  - 「夏色のギャルソン」
- 三田寛子
  - 「春の冒険」
  - 「ガラス窓」
- 南沙織
  - 「Good-bye My Yesterday」
  - 「アンコール」
  - 「BACK HOME」
  - 「ANGELA」
  - 「九月のエピソード」
- 三原順子
  - 「サニーサイド・コネクション」
- 矢追幸宏
  - 「街角ロンゲスト・ナイト」
- やしきたかじん
  - 「再開〜after five years〜」
- 和田アキ子
  - 「コーラス・ガール」
- 渡辺めぐみ
  - 「ときめき Touch Me」
  - 「突然センセーション」
  - 「Septemberラブ・ソング」

### アニメ
- VIP
  - 「青春にかけろ!」　（原案:吉田千春）
  - 「明日に向かって」（『新・エースをねらえ!』OP＆ED）
  - 「いつもの街角」
  - 「歩き疲れて」
  - 「気になるお嬢さん」
  - 「おやすみゴエモン」
  - 「愛に包まれて」（『新・エースをねらえ!』サウンドトラック）
- ポプラ
  - 「異次元ストーリー」（『夢戦士ウイングマン』主題歌）
- MAKE UP
  - 「ペガサス幻想」（『聖闘士星矢』主題歌）
- 五十嵐寿也
  - 「TRY TO BELIEVE」（『超人ロック ロードレオン』主題歌）
- 鮎川麻弥
  - 「星空のBelieve」（『機動戦士Ζガンダム』主題歌）
  - 「夢色チェイサー」
  - 「イリュージョンをさがして」（『機甲戦記ドラグナー』主題歌）
- 倉田まり子
  - 「恋人宣言」（『ナイン2 恋人宣言』主題歌）
- 水木一郎
  - 「トランスフォーマーZのテーマ」（『トランスフォーマーZ〈OVA〉』主題歌）
- 小幡洋子
  - 「不思議色ハピネス」
  - 「あなただけDREAMING」（『魔法のスターマジカルエミ』OP&ED）
- 森口博子
  - 「エンドレス・ドリーム」
  - 「遠くから見ていて」（『エースをねらえ!2』OP＆ED）
- 山野さと子
  - 「年下マイボーイ」（日生ファミリースペシャル『二死満塁』OP）
  - 「夕陽のメロディー」（日生ファミリースペシャル『二死満塁』OED）

### ドラマ
- ポプラ
  - 「遥かなる旅路」（『Gメン'75』エンディングテーマ）

### ミュージカル（訳詞、作詞）
- 『アパートの鍵貸します』
- 『マルグリット』（2011年、再演）
- 『Blues in The Night』
- 『ミュージカル Pippi』
- 『リトルショップ・オブ・ホラーズ』
- 『ダンス・オブ・ヴァンパイア』
- 『マリー・アントワネット』
- 『イーストウィックの魔女たち』
- 『ウーマン・イン・ホワイト』
- 『モダン・ミリー』

| スタブアイコン | サブスタブ | この項目は、まだ閲覧者の調べものの参照としては役立たない、音楽関係者（バンド等）に関連した書きかけの項目です。この項目を加筆・訂正などしてくださる協力者を求めています（P:音楽/PJ:芸能人）。 |